# Ko Beuzemaker

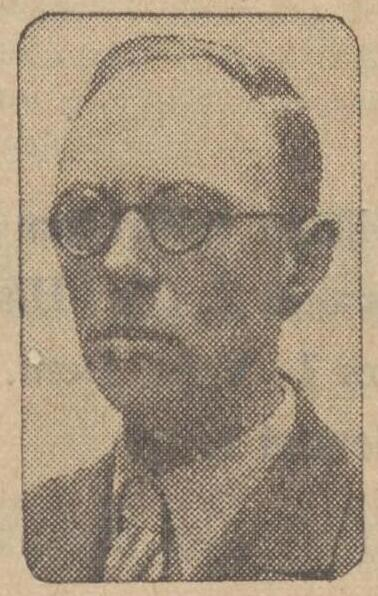
Ko Beuzemaker

Nicolaas „Ko“ Beuzemaker (* 6. Dezember 1902 in Amsterdam; † 13. Januar 1944 in Scheveningen) war ein niederländischer Politiker der Communistische Partij van Nederland (CPN). Er war der letzte offizielle Parteivorsitzende der CPN vor deren Verbot durch die deutschen Besatzer im Juli 1940. Ende 1943 wurde er als bekannter Kommunist und Mitglied einer illegalen Widerstandsgruppe festgenommen und kurz darauf hingerichtet.

## Biografie
Beuzemaker wuchs als eines von vier Kindern von Nicolaas Cornelis Beuzemaker und dessen Frau Anna Maria Leistenschneider in Amsterdam auf. Der Vater besaß einen kleinen Handel für orthopädische Waren und war politisch dem Anarchismus zugeneigt. Seine Kinder drängte Nicolaas Cornelis zur Aufnahme des Lehrerberufs, eine Aufforderung der auch Ko schließlich als letztes der Kinder folgte. Bereits Ende der 1910er-Jahre trat Beuzemaker nacheinander verschiedenen kommunistischen Jugendorganisationen bei, zunächst dem relativ gemäßigten Jongelieden Geheelonthoudersbond, bevor er 1919 wie viele andere unter dem Einfluss der Russischen Revolution zum Communistische Jeugdbond (CJB) wechselte. Im CJB übernahm Beuzemaker schnell Führungspositionen, 1922 wurde er schließlich Mitglied des Hauptvorstands. In dieser Zeit begann er erste Texte in kommunistischen Publikationen wie  De Jonge Communist und Klassenstrijd zu veröffentlichen.
Wann genau Beuzemaker der Communistische Partij van Holland, dem Vorläufer der CPN, beitrat ist nicht genau dokumentiert, der Eintritt dürfte zeitlich jedoch in etwa mit dem Beitritt in den CJB zusammengefallen sein. Mitte der 1920er-Jahre übernahm er zunehmend Führungsaufgaben in der Partei, ab 1926 koordinierte er die Agitprop-Aktionen der CPH. Beuzemaker setzte sich innerhalb der Partei für eine konsequente Umsetzung der Beschlüsse der Kommunistischen Internationale von 1928 ein, die den angeschlossenen Parteien eine revolutionäre Linie vorgaben und eine Bekämpfung der Sozialdemokratie forderten. Nachdem sich diese Strömung gegen gemäßigtere Einflüsse durchsetzen konnte, wurde Beuzemaker 1930 in das Parteisekretariat berufen, in dem er bis 1940 Mitglied blieb. Des Weiteren wählte man ihn 1931 in das Provinzparlament Noord-Hollands, sowie 1935 in den Gemeinderat seiner Heimatstadt Amsterdam, wo er jeweils als Experte für Bildungspolitik galt. Beide Sitze hielt er bis zum Verbot der Partei im Jahr 1940. Beuzemaker genoss innerhalb der CPN hohes Ansehen, was 1935 in seiner Wahl zum Parteivorsitzenden gipfelte. In seine Amtszeit fielen zwei bedeutende Kurswechsel der Partei: Zunächst die Annäherung an die sozialdemokratischen Parteien der Niederlande im Zuge der von der Sowjetunion vorgegebenen „Volksfront-Politik“ gegen Hitler-Deutschland im Anschluss an den sowjetischen Beitritt zum Völkerbund. Dem folgte 1939 als Folge des Molotov-Ribbentrop-Pakts eine propagierte Neutralität gegenüber dem Deutschen Reich und damit eine radikale Änderung der Parteilinie.
Ab 1938 trat Beuzemaker innerhalb des Parteisekretariats zunehmend zu Gunsten eines neuen Führungstrios, bestehend aus Paul de Groot, Jan Dieters und Lou Jansen, in den Hintergrund. Einige Monate vor Beginn des deutschen Angriffs auf die Niederlande entzog man ihm auch den Parteivorsitz, was jedoch in der Öffentlichkeit nicht bekannt gemacht wurde. Nach der Wandlung der CPN von einer Partei zu einer aus dem Untergrund tätigen Widerstandsorganisation spielte Beuzemaker zunächst nur eine Nebenrolle, von leitenden Aufgaben hielt man ihn fern. Dies geschah vorgeblich „wegen seiner großen Bekanntheit“, da dies jedoch auch auf andere in der Führung tätige Personen zutraf, werden als tatsächlicher Grund eher Unstimmigkeiten zwischen ihm und de Groot vermutet, der die Leitung der CPN zunehmend dominierte. Beuzemaker tauchte in den ersten Kriegsjahren nacheinander in Amsterdam, Zandvoort und Leersum unter. Erst 1943 holte ihn Jan Postma zurück in ein neues „Führungstrio“, das die durch den deutschen SD zunehmend in Bedrängnis gebrachten de Groot, Dieters und Jansen ersetzen sollte. Am 10. November 1943 wurde Beuzemaker eher zufällig an seinem aktuellen Versteck angetroffen und von den Deutschen verhaftet. Kurz darauf folgte die Verurteilung zum Tode durch Erschießung, das Urteil wurde am 13. Januar 1944 auf der Waalsdorpervlakte im Küstenort Scheveningen vollstreckt. Er liegt begraben auf dem Ereveld Loenen.